# Lasioglossum imitans
Lasioglossum imitans är en biart som först beskrevs av Cockerell 1914.  Lasioglossum imitans ingår i släktet smalbin, och familjen vägbin. Inga underarter finns listade i Catalogue of Life.

## Bildgalleri

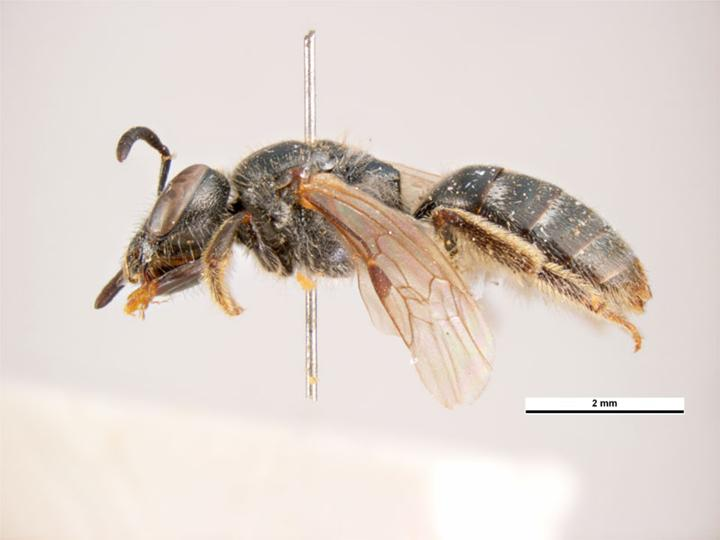
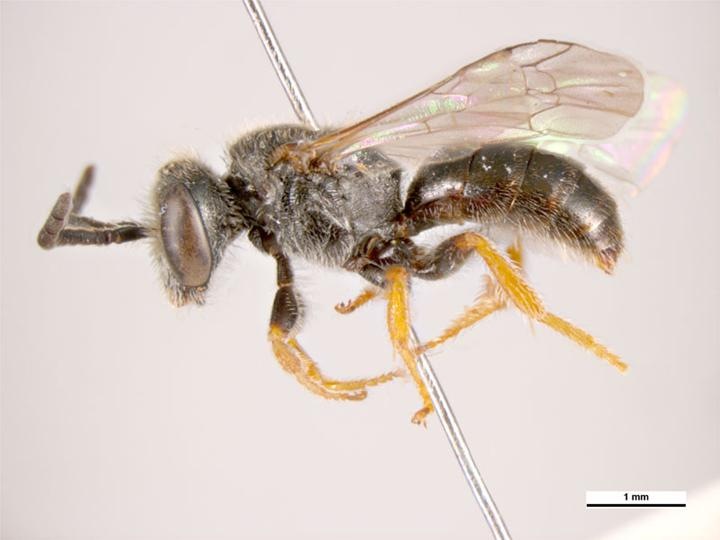